# Alien Ant Farm
Alien Ant Farm (kurz AAF) ist eine US-amerikanische Rockband. Sie wurde 1995 in Riverside (Kalifornien) gegründet. 

## Geschichte
1996 nahmen Alien Ant Farm ihre erste Demo auf, die 100$ E.P., zwei Jahre später (1998) folgt mit Love Songs eine weitere Demo. Sie traten drei Jahre lange nur in Clubs auf, bevor sie schließlich ihr LP-Debüt Greatest Hits aufnahmen, welches 1999 zum besten Independent-Album gekürt wurde.
Eine tiefe Freundschaft verbindet Alien Ant Farm mit der Metal Rock-Band Papa Roach, beide Bands machen gegenseitig Werbung füreinander bei ihren Auftritten. Alien Ant Farm waren dann auch das erste Signing des Papa Roach-Labels New Noize. Papa Roach Frontmann Jacoby Shaddix brachte sie bei Dreamworks/Universal unter, wo 2001 mit ANThology ihr erstes Majorlabel-Album erschien, das Platz 11 der US-Charts erreichte. Ebenfalls 2001 erlangten sie weiterreichende Bekanntschaft, als im Videospiel „Tony Hawks Pro Skater 3“ ihr Lied „Wish“ einer der Soundtracks wurde. Den großen Durchbruch schafften sie mit ihrem Cover von Michael Jacksons Smooth Criminal, mit dem sie bis auf Platz 3 der UK-Single-Charts vorstießen. Mit der Nachfolge-Single Movies erreichten sie dann den fünften Platz.
Im Jahre 2005 nahm die Band, die sich inzwischen von Terry Corso getrennt hatte (neuer Gitarrist wurde Joe Hill), ein neues Album mit dem Namen 3rd Draft auf. Dieses wurde allerdings vorerst nicht veröffentlicht, da es Differenzen mit dem Plattenlabel Geffen Records gab. Inzwischen haben Alien Ant Farm jedoch zu Universal Music gewechselt und 3rd Draft wurde unter dem Namen Up in the Attic veröffentlicht.
Im Februar 2008 gab die Band bekannt, dass sie ihre Streitigkeiten beseitigt haben und wieder in Originalbesetzung spielen. Im Februar 2015 wurde nach neun Jahren das neue Album "Always and Forever" vorgestellt.
Aktuell besteht die Band aus den Mitgliedern Dryden Mitchell, Terry Corso, Tim Peugh (ehemals Valora, Mystery Schools) und Mike Cosgrove. Tye Zamora konzentriert sich auf Hintergrundprojekte.

## Diskografie

### Studioalben
| Jahr | Titel Musiklabel                         | Höchstplatzierung, Gesamtwochen, AuszeichnungChartplatzierungen (Jahr, Titel, Musiklabel, Platzierungen, Wochen, Auszeichnungen, Anmerkungen) | Höchstplatzierung, Gesamtwochen, AuszeichnungChartplatzierungen (Jahr, Titel, Musiklabel, Platzierungen, Wochen, Auszeichnungen, Anmerkungen) | Höchstplatzierung, Gesamtwochen, AuszeichnungChartplatzierungen (Jahr, Titel, Musiklabel, Platzierungen, Wochen, Auszeichnungen, Anmerkungen) | Höchstplatzierung, Gesamtwochen, AuszeichnungChartplatzierungen (Jahr, Titel, Musiklabel, Platzierungen, Wochen, Auszeichnungen, Anmerkungen) | Höchstplatzierung, Gesamtwochen, AuszeichnungChartplatzierungen (Jahr, Titel, Musiklabel, Platzierungen, Wochen, Auszeichnungen, Anmerkungen) | Anmerkungen                                              |
| Jahr | Titel Musiklabel                         | DE | AT | CH | UK | US | Anmerkungen                                              |
| ---- | ---------------------------------------- | --- | --- | --- | --- | --- | -------------------------------------------------------- |
| 1999 | Greatest Hits Chick Music                | — | — | — | — | — | Erstveröffentlichung: 5. Juni 1999                       |
| 2001 | ANThology DreamWorks                     | DE20 (8 Wo.)DE | AT32 (9 Wo.)AT | CH45 (14 Wo.)CH | UK11 Platin · (33 Wo.)UK | US11 Platin · (64 Wo.)US | Erstveröffentlichung: 6. März 2001 Verkäufe: + 1.485.000 |
| 2003 | Truant DreamWorks                        | — | — | CH71 (4 Wo.)CH | UK68 (1 Wo.)UK | US42 (4 Wo.)US | Erstveröffentlichung: 19. August 2003                    |
| 2006 | Up in the Attic Universal Music          | — | — | — | — | US114 (1 Wo.)US | Erstveröffentlichung: 18. Juli 2006                      |
| 2015 | Always and Forever Executive Music Group | — | — | — | — | — | Erstveröffentlichung: 24. Februar 2015                   |
| 2024 | Mantras Chick Music Records              | — | — | — | — | — | Erstveröffentlichung: 26. April 2024                     |

### Livealben
- 2009: Alien Ant Farm: Live In Germany

### Kompilationen
- 2008: 20th Century Masters: The Millennium Collection: The Best of Alien Ant Farm

### EPs
- 1996: Singles: $100 EP
- 1998: Love Songs EP
- 2014: EP Phone Home

### Singles
| Jahr | Titel Album               | Höchstplatzierung, Gesamtwochen, AuszeichnungChartplatzierungen (Jahr, Titel, Album, Platzierungen, Wochen, Auszeichnungen, Anmerkungen) | Höchstplatzierung, Gesamtwochen, AuszeichnungChartplatzierungen (Jahr, Titel, Album, Platzierungen, Wochen, Auszeichnungen, Anmerkungen) | Höchstplatzierung, Gesamtwochen, AuszeichnungChartplatzierungen (Jahr, Titel, Album, Platzierungen, Wochen, Auszeichnungen, Anmerkungen) | Höchstplatzierung, Gesamtwochen, AuszeichnungChartplatzierungen (Jahr, Titel, Album, Platzierungen, Wochen, Auszeichnungen, Anmerkungen) | Höchstplatzierung, Gesamtwochen, AuszeichnungChartplatzierungen (Jahr, Titel, Album, Platzierungen, Wochen, Auszeichnungen, Anmerkungen) | Anmerkungen                                               |
| Jahr | Titel Album               | DE | AT | CH | UK | US | Anmerkungen                                               |
| ---- | ------------------------- | --- | --- | --- | --- | --- | --------------------------------------------------------- |
| 2001 | Movies ANThology          | DE89 (3 Wo.)DE | — | CH62 (4 Wo.)CH | UK5 Silber · (11 Wo.)UK | — | Erstveröffentlichung: 16. Januar 2001 Verkäufe: + 200.000 |
| 2001 | Smooth Criminal ANThology | DE5 Gold · (18 Wo.)DE | AT6 (20 Wo.)AT | CH4 Gold · (24 Wo.)CH | UK3 Platin · (17 Wo.)UK | US23 (20 Wo.)US | Erstveröffentlichung: 22. Mai 2001 Verkäufe: + 1.080.000  |
| 2002 | Attitude ANThology        | — | — | — | UK66 (1 Wo.)UK | — | Erstveröffentlichung: 18. März 2002                       |

Weitere Singles
- 2003: These Days
- 2003: Glow
- 2006: Forgive & Forget
- 2007: Around the Block
- 2014: Homage
- 2020: Everything She Wants
- 2024: So Cold
- 2024: Fade
- 2024: Last Dantz
- 2024: Storms Over

## Auszeichnungen für Musikverkäufe
| Goldene Schallplatte - Belgien - 2001: für die Single Smooth Criminal - Norwegen - 2002: für die Single Smooth Criminal - Schweden - 2001: für die Single Smooth Criminal | Platin-Schallplatte - Australien - 2002: für das Album Anthology - Kanada - 2002: für das Album Anthology - Neuseeland - 2002: für das Album Anthology - 2002: für die Single Smooth Criminal | 2× Platin-Schallplatte - Australien - 2001: für die Single Smooth Criminal |

Anmerkung: Auszeichnungen in Ländern aus den Charttabellen bzw. Chartboxen sind in ebendiesen zu finden.
| Land/RegionAuszeichnungen für Musikverkäufe (Land/Region, Auszeichnungen, Verkäufe, Quellen) | Silber  | Gold     | Platin     | Verkäufe  | Quellen              |
| -------------------------------------------------------------------------------------------- | ------- | -------- | ---------- | --------- | -------------------- |
| Australien (ARIA)                                                                            | —       | —        | 3× Platin3 | 210.000   | aria.com.au          |
| Belgien (BRMA)                                                                               | —       | Gold1    | —          | 25.000    | ultratop.be          |
| Deutschland (BVMI)                                                                           | —       | Gold1    | —          | 250.000   | musikindustrie.de    |
| Kanada (MC)                                                                                  | —       | —        | Platin1    | 100.000   | musiccanada.com      |
| Neuseeland (RMNZ)                                                                            | —       | —        | 2× Platin2 | 25.000    | Einzelnachweise      |
| Norwegen (IFPI)                                                                              | —       | Gold1    | —          | 10.000    | ifpi.no              |
| Schweden (IFPI)                                                                              | —       | Gold1    | —          | 15.000    | sverigetopplistan.se |
| Schweiz (IFPI)                                                                               | —       | Gold1    | —          | 20.000    | hitparade.ch         |
| Vereinigte Staaten (RIAA)                                                                    | —       | —        | Platin1    | 1.000.000 | riaa.com             |
| Vereinigtes Königreich (BPI)                                                                 | Silber1 | —        | 2× Platin2 | 1.100.000 | bpi.co.uk            |
| Insgesamt                                                                                    | Silber1 | 5× Gold5 | 9× Platin9 |           |                      |